# サルトゥ・ディ・リーゾ

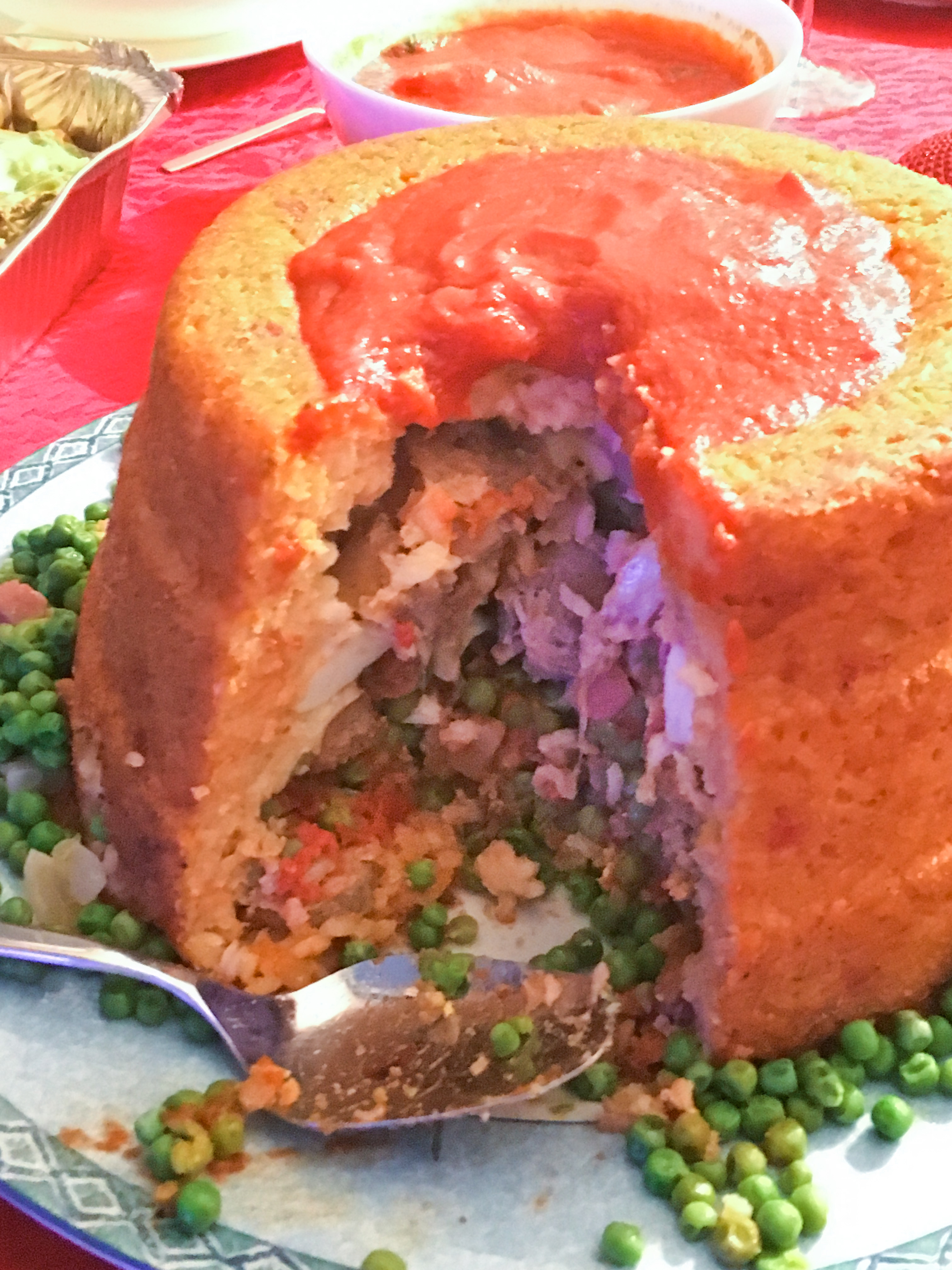
サルトゥ・ディ・リーゾの例（中身がわかるように一部カット）

サルトゥ・ディ・リーゾ（イタリア語: sartù di riso）は、ナポリ料理の一種。様々な食材をコメで包んで、焼いた家庭料理である。
コメが高価な食材だった時代に、ナポリの上流階級が食べる高級料理として考案された。今日では、人々が集まる祝いの席などで作られる。
ナポリ料理は庶民料理のイメージが強いが、ナポリは貴族と庶民との2つの食文化があり、それらが混淆して今日のナポリ料理となった。サルトゥ・ディ・リーゾは、ナポリに貴族と庶民との2つの食文化があったことの明確な証拠となる一品でもある。
「サルトゥ（sartù）」はフランス語の「特に（surtout）」のナポリ訛りであり、「至高」の意味合いがある。
コメはスペインを経由してナポリに伝わったが、パスタが人気食材になったのとは反対にあまり広まらず、薬のような万能の貴重品として高級食材に留まった。サルトゥ・ディ・リーゾは高級食材だったコメをたっぷりと使った「至高」のご馳走料理として生まれた。